# Helden – Wenn dein Land dich braucht
Helden – Wenn dein Land dich braucht ist ein deutscher Katastrophenfilm aus dem Jahr 2013. Der Film hatte am 3. Oktober 2013 in der Hauptsendezeit von RTL Premiere.

## Handlung
Eines Tages schlägt ein Nachrichtensatellit ins Reichstagsgebäude ein. Die  Bundesregierung geht noch von einem Terroranschlag aus, als Flugzeuge vom Himmel stürzen und die gesamte Kommunikation zusammenbricht. Deutschland sowie die gesamte übrige Welt sind im Ausnahmezustand. Der jungen Wissenschaftlerin Sophie Ritter ist sofort klar, dass im Genfer Forschungszentrum ein Experiment fehlgeschlagen ist: Die dortigen Wissenschaftler haben mit der sogenannten „Gottesmaschine“, dem weltweit größten Teilchenbeschleuniger (angelehnt an den Large Hadron Collider des CERN), einen Urknall simuliert und dabei versehentlich ein Schwarzes Loch erzeugt, das nun die Erdgravitation verändert. Es kommt durch einen elektromagnetischen Puls zum Ausfall von Infrastruktur und zur spontanen Bildung von Gebirgen und Gräben in ganz Europa. Sophie hatte schon in ihrer Dissertation vor den Risiken der Maschine gewarnt, jedoch wollte ihr das damals niemand glauben.
Auf Bitten des Bundeskanzlers macht sich Sophie auf den Weg nach Genf, um das Experiment zu stoppen; zusammen mit ihrem Exfreund Marc Weber, der seine Schwester Andrea und seine Tochter Johanna retten will, die sich mit einer Kindergartengruppe im Sicherheitsbereich des Forschungszentrums aufhalten. Verzweifelt suchen sie im brandenburgischen Freizeitpark Tropical Islands den jungen Hacker Tobias, auf dessen Laptop sich Abschaltcodes des Teilchenbeschleunigers befinden. Da das Rechenzentrum in Genf durch den Unfall zerstört wurde, lässt sich der Teilchenbeschleuniger von dort nicht mehr stoppen. Auf ihrem Weg begegnen sie dem ehemaligen Bergmann Willi und seiner Frau Rosi, die ein bedrohtes Krankenhaus in einen stillgelegten Stollen evakuieren.
Sophie und Marc gelangen zum Teilchenbeschleuniger, wo es Sophie gelingt, die Abschaltcodes hochzuladen und die Maschine stillzulegen. Die von einem Militärjet abgefeuerte Nuklearrakete, die ihn zerstören soll, kann daraufhin vom Piloten noch in den Genfersee umgelenkt und der Sprengkopf deaktiviert werden.

## Produktion
Ende April 2012 kündigte RTL den Event-Movie Helden an. Regie führte Hansjörg Thurn. Im August 2012 gab man die Besetzung, die unter anderem aus Christiane Paul, Hannes Jaenicke und Christine Neubauer besteht, bekannt. Der Film entstand zwischen dem 13. August und 28. Oktober 2012 in Nordrhein-Westfalen, Bayern, Österreich, Berlin und Niedersachsen.
Die 8 Millionen Euro teure Produktion wurde mit mehr als 3,650 Millionen Euro aus staatlichen deutschen und österreichischen Filmförderungsanstalten finanziert. Allein die Film- und Medienstiftung NRW übernahm 1.500.000 Euro der Produktionskosten. Jeweils 500.000 Euro steuerten die Bundesländer Bayern (FilmFernsehFonds Bayern) und Berlin / Brandenburg (Medienboard Berlin-Brandenburg) bei. Weitere 300.000 Euro flossen vom Land Baden-Württemberg (Medien- und Filmgesellschaft Baden-Württemberg). Die gemeinsame staatliche Filmstiftung von Bremen, Hamburg und Niedersachsen Nordmedia finanzierte die RTL-Produktion mit 100.000 Euro. Österreich übernahm durch die staatliche Förderanstalt RTR Rundfunk- und Telekom Regulierung Fernsehfonds Austria 750.000 Euro der Produktionskosten. Das Land Salzburg förderte die Produktion ebenfalls mit einer finanziellen Zuwendung in unbekannter Höhe.
Am 4. Oktober 2013 ist der Film auf DVD erschienen.

## Rezeption

### Kritik
„Wer diesen Film ernst nimmt, ist selbst schuld. Aber Spaß macht er trotzdem!“

Der Film wurde von Filmkritik und Publikum mehrheitlich schlecht aufgenommen:

„Es ist ein riesiges Technik-Spektakel, es kracht und raucht und ist leider echter TV-Schrott.“

„Über weite Strecken wirkt ‚Helden‘ wie die bunte Gewaltphantasie eines tagträumenden Zwölfjährigen. Doch warum macht das Zuschauen dann trotzdem keinen Spaß? [Beten wir] dafür, dass niemals im Ausland jemand diesen sturzdummen, humorfreien und kraftmeiernden Pathos-Quatsch zu sehen bekommt.“

„Da wünscht man sich als Zuschauer wirklich mehr als einmal, dass ihm endlich eines der ständig abstürzenden Satelliten-Teile auf den Kopf fallen möge (was aber leider nicht geschieht) und endlich Ruhe herrsche.“

„Geschickt treibt das Drehbuch die einzelnen Handlungsstränge immer wieder auf die Spitze: Kaum ist eine lebensgefährliche Situation bewältigt, wartet eine noch größere Herausforderung auf die Helden. Auch sonst hält sich das Werk bis hin zur Klischeehaftigkeit der angemessen wuchtigen Filmmusik (Johannes Vogel) penibel an die ungeschriebenen Gesetze des Katastrophenfilms. Neben der verschwenderischen Besetzung sowie einem ausgefeilten und unbedingt preiswürdigen Produktionsdesign (Thomas Stammer) sorgt vor allem die überzeugende Bildbearbeitung dafür, dass ‚Helden‘ Maßstäbe setzt. […] Trotz einer Länge von über 140 Minuten ist ‚Helden‘ ausgesprochen kurzweilige Unterhaltung.“

### Einschaltquoten
Die Premiere am 3. Oktober 2013 sahen 3,83 Millionen Menschen auf RTL, was einen durchschnittlichen Marktanteil von 13,1 % ergibt. In der werberelevanten Zielgruppe der 14- bis 49-Jährigen sahen den Film 1,96 Millionen Zuschauer, dies entspricht einem für RTL überdurchschnittlichen Marktanteil von 17,7 %.